# 吉斯家族

吉斯家族的徽章，由首代吉斯公爵克勞德設計

吉斯家族，法国贵族世家，其成员出任吉斯公爵和吉斯枢机主教，在中古法國有很大影響力。

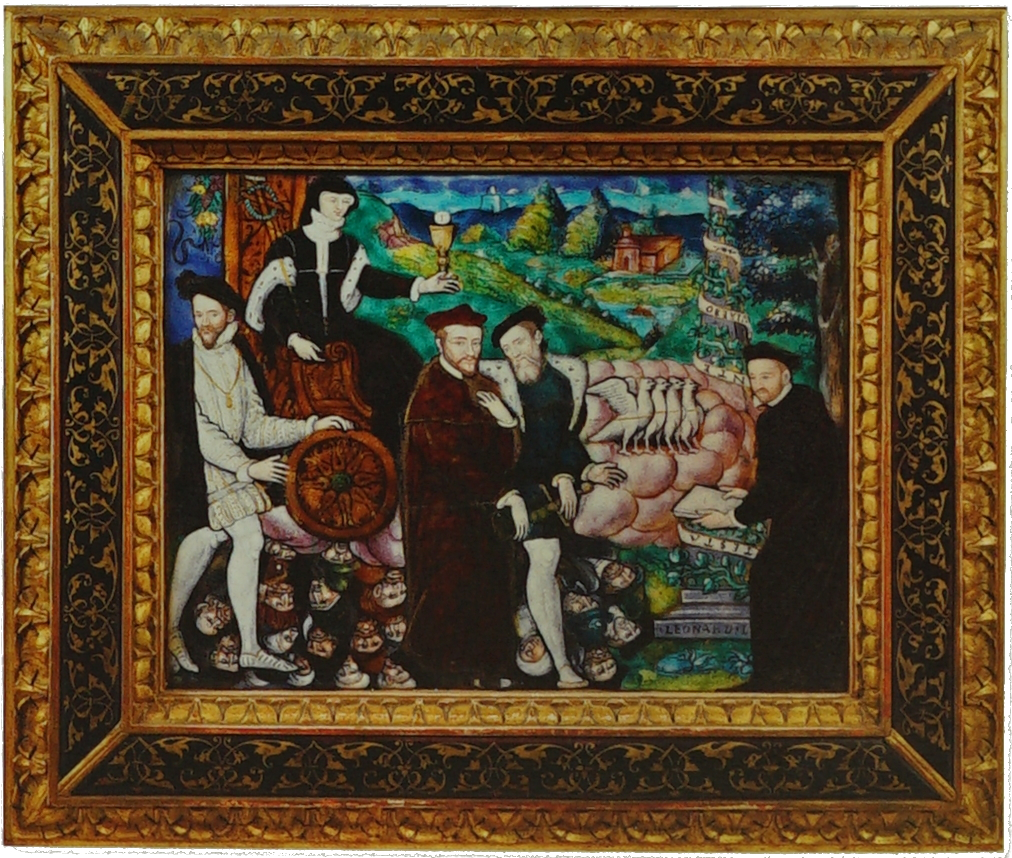
初代吉斯公爵克勞德（右排第二）全家：左上坐車的克勞德之妻安托瓦內（波旁家族）、其餘人士乃克勞德的兒子們

吉斯家族源出洛林公爵家族的旁系，16世纪—17世纪时归附于法国。在法王弗朗索瓦一世世代，该家族地位大大提高并逐渐控制了法国北部与东部诸省。家族始祖克洛德·德·洛林是洛林公爵勒内二世的次子，1528年受封为第一代吉斯公爵。克洛德之子弗朗索瓦·德·洛林是杰出军事指挥官，曾在弗朗索瓦二世时代干预朝政，并为查理九世时执政的三巨头之一。从弗朗索瓦开始吉斯家族积极卷入法国宗教战争，并充任天主教方面的领袖。弗朗索瓦之妹玛丽·德·吉斯与苏格兰国王詹姆斯五世结婚，她是苏格兰女王玛丽一世的母亲。吉斯家族安排了玛丽·斯图亚特与弗朗索瓦二世的短暂婚姻；玛丽·斯图亚特后来被英格兰女王伊丽莎白一世处死。弗朗索瓦·德·洛林之子亨利一世·德·洛林領導天主教聯盟，在法國宗教戰爭中竞争法国王位，被法国国王亨利三世杀害。亨利一世·德·洛林死后，本來聲勢大好、實力雄厚的天主教聯軍，卻因亨利二弟馬耶訥公爵接連大敗給新法王亨利四世，使得吉斯家族開始没落。波旁家族的亨利四世在1593年改宗天主教後，加緊打擊吉斯家族。後來吉斯家族放棄與西班牙的聯盟，臣服於亨利四世，但是第四代吉斯公爵夏尔·德·洛林不放棄夺取王位的计划（西班牙國王腓力二世一直想把有法國王室血統的女兒，嫁給夏尔·德·洛林，扶植兩夫妻成為法國國王與王后）。在夏尔·德·洛林时代，吉斯家族在与首相黎塞留的斗争中失去了大部分政治力量。此后吉斯家族不再在法国政坛发挥重大影响。1696年，吉斯家族绝嗣。

## 世系图
- 勒内二世，洛林公爵
  - 安托万·德·洛林，洛林公爵
  - 克洛德·德·洛林
    - 弗朗索瓦·德·洛林
      - 亨利一世·德·洛林
        - 夏尔·德·洛林
          - 路易
            - 路易·约瑟夫
              - 弗朗索瓦·约瑟夫

      - 夏尔·德·吉斯，馬耶訥公爵
        - 亨利

      - 路易二世·德·吉斯，吉斯枢机主教
      - 凯瑟琳

    - 夏尔·德·洛林，洛林枢机主教
    - 克洛德·德·吉斯
      - 夏尔

    - 路易一世·德·吉斯，吉斯枢机主教
    - 勒内·德·吉斯
      - 夏尔    
        - 夏尔·亨利

    - 玛丽·德·吉斯，苏格兰王后
    - x 詹姆斯五世，苏格兰国王
      - 玛丽一世，苏格兰女王

## 相關条目
- 吉斯公爵
- 吉斯枢机主教